# سيبرة شائكة
السبيرة الشائكة (باللاتينية: Siebera pungens) نوع نباتي ينتمي إلى جنس السيبرة من الفصيلة النجمية.

## الموئل والانتشار
موطنها بلاد الشام وتركيا.

## مرادفات للاسم العلمي
- (باللاتينية: Xeranthemum pungens Lam.)